# Julie Munday
Julie Anne Munday (* 1967) ist eine englische Badmintonspielerin. 

## Karriere
Julie Munday wurde 1986 und 1987 nationale Juniorenmeisterin in England gefolgt vom Silbermedaillengewinn bei den Junioreneuropameisterschaften 1987. 1988 siegte sie bei den Irish Open und 1989 bei den Japan Open. 1988 gewann sie Silber bei den Europameisterschaften im Damendoppel mit Gillian Clark.

## Sportliche Erfolge
| Saison | Veranstaltung                             | Disziplin   | Platz | Name                         |
| ------ | ----------------------------------------- | ----------- | ----- | ---------------------------- |
| 1986   | England: Einzelmeisterschaft der Junioren | Damendoppel | 1     | Trace Dineen / Julie Munday  |
| 1987   | England: Einzelmeisterschaft der Junioren | Damendoppel | 1     | Trace Dineen / Julie Munday  |
| 1987   | Junioreneuropameisterschaft               | Damendoppel | 2     | Julie Munday / Tracy Dineen  |
| 1988   | Irish Open                                | Mixed       | 1     | Nick Ponting / Julie Munday  |
| 1988   | Europameisterschaft                       | Damendoppel | 2     | Julie Munday / Gillian Clark |
| 1989   | Japan Open                                | Damendoppel | 1     | Gillian Clark / Julie Munday |